# Ataques aéreos de luta profissional
Ataques aéreos são usados na luta profissional. São golpes que requerem muito esforço físico em sua maioria, tanto do wrestler que os aplica como de seu oponente. A maioria dos golpes, utilizam-se de postes e cordas como auxílio, geralmente para demonstrar agilidade de wrestlers menores ou que tem mais facilidade para acrobacias. Por serem golpes com maiores índices de lesões cerebrais, a maioria das empresas proíbem algumas manobras.

## Golpes

### 187
Esse movimento consiste em fazer que o wrestler suba no canto do ringue e pule para frente enquanto segura uma cadeira de aço ou algum outro objeto, enquanto o oponente geralmente está deitado de bruços no tatame. Esse golpe ficou mais conhecido pelo lutador New Jack e o nome desse golpe vem em homenagem à uma gíria na cadeia americana, 187.

## Old School

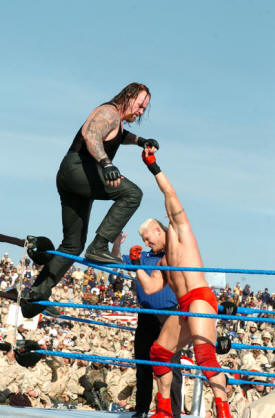
The Undertaker aplica o Old School em Heidenreich.

Também chamado de Arm twist ropewalk chop, é muito usado pelo lutador The Undertaker em suas lutas.
O lutador passa o braço do adversário por seus ombros e sobe a terceira corda, então salta dando um murro na nuca ou nas costas do adversário.

## Suicide Dive
O wrestler dá um impulso nas cordas e salta para fora do ringue, por cima da segunda corda, em cima do oponente. Existem várias formas de se executar o golpe: empurrando para o chão (usado por CM Punk e Chris Benoit), caindo em posição elbow smash (usado por CM Punk), por cima da terceira corda (usado por Shawn Hernandez) e por cima da terceira corda em posição High-angle no-handed (usado por The Undertaker).

## Diamond dust
Esse movimento é um forward somersault three-quarter facelock bulldog/jawbreaker. O aplicante sobe em cima da terceira corda e deixa o oponente de pé no chão. Desta posição o aplicante coloca o ombro sobre a mandíbula do oponente e aplica uma cambalhota frontal, aplicando um Stunner ou um Cutter. Finisher da WWE Diva Layla sob o nome de The Face Lift.

## Diving Headbutt

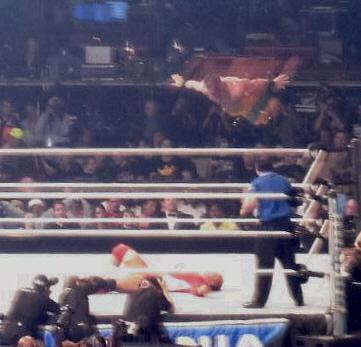
Chris Benoit fazendo o Diving headbutt em MVP no WrestleMania 23.

É um golpe perigoso para ambos os lutadores que consiste em uma cabeçada em pleno ar. O usuário sobe a uma altura elevada e salta sobre o adversário atingindo sua cabeça na parte do corpo do adversário que deseja causar dano. Inventado por Harley Race, e usado por Chris Benoit, Umaga, Santino Marella e Daniel Bryan

## Diving Bulldog
Esta técnica consiste em  saltar sobre um adversário em pé em direção as suas costas, colocando a mão na sua nuca forcando contra o chão.

### Springboard Bulldog
Outra versão é realizada andando sobre as cordas e segurando o adversário pelo pescoço, antes de saltar batendo o rosto dele no chão.

## Diving Knee drop
O wrestler salta da corda superior para cair de joelhos em qualquer parte do corpo do oponente

### Diving Meteor
O lutador salta da corda mais alta em direção ao oponente, colocando os dois joelhos sobre o peito de adversário, derrubando-o. 
Muito usado hoje em dia por sasha banks e antigamente por Melina

## Diving Elbow Drop
Semelhante a um elbow drop comum (ver ataques de luta profissional) porém realizado de uma altura superior (de cima das cordas ou de uma escada, por exemplo). Existem varições desse golpe mas essa versão, em potencial é mais conhecida por ter sido usada como finisher do Randy Savage. Confira algumas variações:

### Corkscrew elbow Drop
O lutador salta de uma altura elevada e da um giro horizontal de 360 graus em torno de si mesmo antes de cair sobre o adversário com o cotovelo.

### Pointed elbow drop
O lutador pula com o corpo ereto de algum lugar alto acertando o cotovelo flexionado no rosto do oponente.

### Shooting star elbow drop
Este golpe utiliza a perigosa técnica shooting star, funciona da seguinte maneira: o usuário pula e dá uma cambalhota para trás (backflip) ganhando força e velocidade, então cai em cima do adversário com o cotovelo.

#### Corkscrew shooting star elbow drop
Uma técnica absurdamente difícil de se fazer e de se ver. O wrestler realiza o shooting star(cambalhota para tras) e gira horizontalmente (corkscrew) 360 graus caindo com o cotovelo sobre o adversário. Um golpe perigoso para ambos os lutadores.

## Diving Fist Drop
O wrestler salta de uma altura elevada em direção a testa de um adversário caído, batendo o punho nele. Usado por Jerry Lawler.

## Diving Forearm Smash
O wrestler salta de uma altura elevada em cima de um oponente de pé acertando seu antebraço contra o rosto de adversário.

### Springboard Forearm Smash
O wrestler pula em cima da corda mais alta e acerta o antebraço contra a face do oponente. Bastante utilizado pelo lutador AJ Styles, batizado como Phenomenal Forearm.

## Diving DDT.
O wrestler, encarando o lutador de frente ou curvado sobre ele, envolve o seu braço em torno da cabeça do oponente em um Front Facelock e balança-se para trás no ar, puxando e fazendo simultaneamente com que o oponente force a sua cabeça contra o tablado.

## Diving hurricanrana
Um pouco difícil de explicar para quem não conhece o golpe Hurricanrana (chamado também de Hurracanrana). De uma altura elevada o wrestler salta sobre um adversário em pé envolvendo as pernas em seu pescoço, nessa posição rapidamente o wrestler da um giro, arremeçando o outro a direção desejada. Outras variações:

### Dragonrana
O wrestler realiza uma cambalhota para frente de uma posição elevada e encaixa as pernas no pescoço do adversário, após isso ele realiza uma cambalhota para trás puxando o adversário para baixo resultando em pin (contagem para definir o vencedor). Criado, nomeado e popularizado por Dragon Kid. Utilizado ocasionalmente por Rey Mysterio.

### Springboard hurricanrana
O oponente pula na corda mais alta em direção ao oponente e realiza uma hurricanrana. Popularizado por Rey Mysterio com o nome de West Coast Pop. Geralmente combinado com um pin contra oponentes de média ou baixa estatura.

## Diving leg drop
Chamado também de Guillotine Leg Drop, o wrestler salta de uma altura elevada caindo sentado sobre o adversário.

### Corkscrew shooting star legdrop
Semelhante com o Corkscrew Shoting Star Elbow Drop , este ataque tem apenas uma diferença : Ao invés do lutador cair com o cotovelo sobre o oponente ele cai sentado , usando a perna.

### Moonsault Leg Drop
Realizando o moonsault (o wrestler de costas para o adversário dá uma cambalhota para trás) cai-se sentado no adversário (geralmente no estômago).

### Shooting star legdrop
Realiza-se a técnica shooting star (cambalhota para trás) caindo sentado sobre o adversário.

### Springboard legdrop
É feito após se andar pelas cordas (Ropewalk), geralmente em um adversário em pé. Popularizado por Sabu com o nome Air Sabu.

## Diving shoulder block
O wrestler salta de uma altura elevada em direção ao adversário de uma altura elevada batendo seu ombro com força nele. Usado por John Cena.

### Diving Spear
Muito usado por Edge. O wrestler salta de uma altura elevada e bate com violência seu ombro no estômago do inimigo. Geralmente feito de uma escada ou mesa.

## Diving Stomp
Golpe aéreo no qual o wrestler cai com apenas um pé em qualquer parte do corpo do oponente. Finn Bálor usa esse golpe na versão springboard

### Diving double-foot Stomp
O wrestler salta de uma altura elevada sobre um adversário deitado caindo com os dois pés nele. Geralmente no peito. Popularizado por Low Ki como seu finisher.

## Flying neckbreaker
O wrestler salta de uma plataforma elevada (geralmente do segundo tensor) e agarra o pescoço do adversário, enquanto está no ar, puxando o oponente para baixo com um neckbreaker.

### Blockbuster
Nesta variação do flying neckbreaker, o wrestler sobe em cima da terceira corda, e deixa o oponente de pé no chão. Desta posição o wrestler executa uma série de cambalhotas no ar. Enquanto ele executa as cambalhotas, ele irá pegar a cabeça e o pescoço do adversário com as mãos, e realizar um neckbreaker caindo com o oponente sobre o tablado.

## Mushroom stomp
O Wrestler dá um golpe fazendo o oponente abaixar o tronco, e então de uma altura elevada ele salta nas costas do outro wrestler, dando um impacto forte na coluna vertebral deste, derrubando-o. O ataque tem esse nome, pois na série Mario de video jogos, os personagens jogáveis derrotam seus inimigos, os Goombas (na verdade são cogumelos que se locomovem), pulando em cima do mesmo.

### Diving Mule Kick
O Wrestler salta e acerta as costas do oponente(que está abaixado)com as duas pernas enquanto está no ar fazendo-o bater com a cabeça e com a barriga no chão.

## Moonsault
Mais o nome de uma técnica do que um golpe por assim dizer. O wrestler de costas para o adversário da uma cambalhota para trás. A partir disso ele pode realizar movimentos de grande impacto.

### Split - legged moonsault
O wrestler pula, dá um impulso com as coxas nas cordas, aplicando o moonsault. Antigamente usado por CM Punk e Rob Van Dam.

### Split - legged corkscrew moonsault
Parecido com um Split - Legged Moonsault, só que ao mesmo tempo o wrestler gira seu corpo horizontalmente em 360º graus (corkscrew). É o finisher de John Morrison, com o nome "Starship Pain".

### Double jump moonsault
O wrestler pula da segunda a terceira corda e rapidamente solta outro salto para dar um Moonsault. O wrestler Christopher Daniels usado o golpe, com o nome de "BME - Best Moonsault Ever".

### Triple jump moonsault
O wrestler abre uma cadeira de aço, e deixa próximo aos braços do oponente caído no chão. Então, ele pula em cima da cadeira, e depois, aplica um salto para as cordas, aplicando múltiplas variações do moonsault, era usado como finisher pelo wrestler Sabu.

### Double rotation moonsault
O lutador, de uma posição elevada, executa duas cambalhotas para trás, caindo sobre o oponente. Esse golpe era bastante utilizado por Ricochet.

### Standing moonsault
Realiza-se o moonsault , com o oponente caído, mas não se utiliza uma altura elevada, por isso o nome de Standing Moonsault. Rey Mysterio e Evan Bourne são exemplos de westlers que o utilizam.

### Moonsault attack
Neste golpe o wrestler sobe no córner de costas para seu adversário de pé e da uma cambalhota para trás batendo em seu oponente o derrubando. É o finisher do wrestler Jimmy Wang Yang e também usado ocasionalmente por Shawn Michaels e Jeff Hardy.

## MissileDropkick
De uma altura elevada o wrestler salta e da um chute com os pés juntos em um adversário em pé. Quem utiliza esse golpe ocasinalmente são lutadores de velocidade elevada e baixa estatura como Rick Ortiz, Carlito , Primo , Christian e John Morrison.

## Shiranui
O lutador prende seu braço em torno do pescoço do adversário e não salta dando um backflip no ar caindo de joelhos dobrados no chão fazendo o outro lutador chocar suas costas contra o chão.Usado pela Ex-Diva e AJ Lee e usado regularmente por Seth Rollins com o nome de "Sethwalker".

## Senton
Similar ao Splash porém ao invés de cair com a barriga no adversário se cai com as costas sendo mais perigoso caso se erre o golpe ou o adversário o reverta. Algumas variações:

### Corkscrew senton
O wrestler salta e faz o corkscrew (giro horizontal) e ainda da mais um giro caindo com as costas num oponente deitado. Uma variação desse golpe foi criada por Jeff Hardy chamada Whisper In the Wind em ele realiza a técnica original em um oponente de pé, porém invés de bater as costas, ele faz uma espécie de Missile dropkick batendo geralmente no ombro do adversário. AJ Styles utilizava esse movimento com o nome de Spiral Tap.

### Molly-Go-Round
O wrestler da uma cambalhota para frente em direção a um oponente de pé derrubando-o e induzindo-o ao pin. Tem esse nome devido a quem o popularizou: a lutadora Molly Holly.

### Senton bomb
Se da uma meia cambalhota para frente em um oponente deitado batendo as costas nele. Mr. Kennedy usava esse golpe como finisher com o nome de Kentom Bomb.

### 630° senton
Golpe no qual o wrestler salta dando duas cambalhotas para frente (duplo twist) em cima do oponente. Existe múltiplas variações como o "springboard" (nas cordas) e o "corkscrew" (dando duas cambalhotas e meio giro horizontal ao mesmo tempo). Usado por Jack Evans, Ricochet e Justin Gabriel.

### Rolling Senton
Neste golpe o wrestler coloca o oponente nos ombros e dá uma cambalhota fazendo grande pressão no peito.Usado por Sheamus

### Seated Senton
Este ataque, normalmente usado por Rey Mysterio, consiste num salto que, enquanto o adversário está em pé, o wrestler salta e abre as pernas atacando a cabeça com a área da genitália.

## High Angle Senton Bomb
Igual ao  senton bomb, porém o wrestler da um pulo mais alto e mais plástico virando seu corpo no último instante antes de tocar seu adversário caindo de costas em cima de um oponente deitado. Esse golpe foi popularizado por Jeff Hardy como seu finisher com o nome de Swanton Bomb.

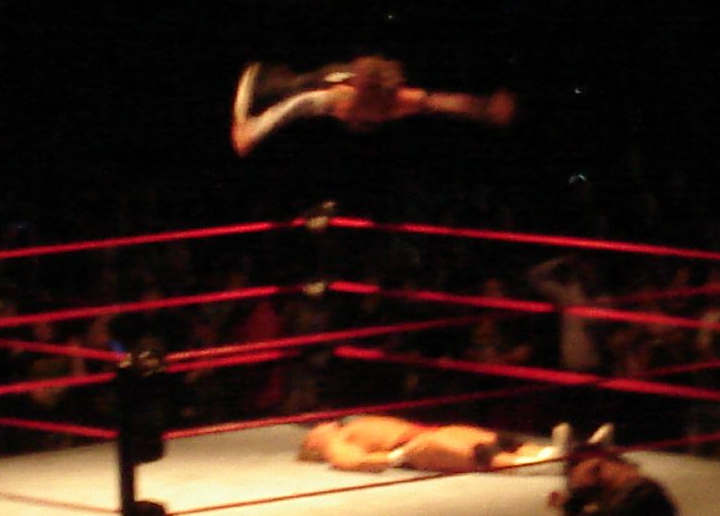
Swanton Bomb de Jeff Hardy

## Splash
O splash tradicional é realizado saltando sobre um adversário deitado batendo sua barriga contra a dele. Existem inúmeras variações desse golpe, as mais populares são:

### Diving Splash
É a feita de cima do corner. Com o oponente deitado de barriga para cima, o wrestler sobe em um dos corners e salta caindo de barriga sobre seu oponente, podendo realizar o pin logo depois. Era muito usado por Shawn Michaels e, hoje em dia, por Rey Mysterio, que o faz após seu finisher, o 619

#### Diving Crossbody
É uma variação do Diving Splash, onde o wrestler salta do corner com o corpo na diagonal, porém em um oponente de pé, lhe atingindo com o abdômen, lançando ambos ao chão.

### Springboard Crossbody
O wrestler salta colocando-se de pé sobre alguma corda e então se arremessa com o corpo ereto na diagonal na direção do seu oponente, caindo sobre ele.

### 450° splash
O wrestler salta, geralmente do turnbuckle mais alto, e dá uma cambalhota e meia caindo sobre seu adversário na posição splash. Foi proibido em algumas promoções de wrestling por ser um golpe muito perigoso. Mesmo assim muitos wrestlers o utilizam como finisher, os mais conhecidos são: Austin Aries, Sonjay Dutt, Paul London, Shelton Benjamin, Jimmy Wang Yang, Jeff Hardy, Jillian Hall e Justin Gabriel.

### Corkscrew 450° splash
Também conhecido como Phoenix splash, o lutador sobe no corner mais alto e fica de costas para um oponente caído no meio do ringue, após isso, ele realiza meio giro horizantal enquanto dá uma cambalhota e meia caindo sobre seu adversário na posição splash. Esse golpe é bastante utilizado pelo lutador Seth Rollins.

### Imploding 450° splash
Uma variação do 450° splash onde o lutador fica de costas para um oponente deitado na lona, então ele realiza uma cambalhota e meia, porém, ao invés de ir para frente, ele vai para trás, atingindo seu oponente.

### Frog splash
É o nome dado paro golpe no estilo comum em que se salta sobre o adversário abrindo e fechando as pernas e braços (semelhante ao pulo de um sapo, dai o nome do golpe) ganhando velocidade e força e caindo no oponente na posição Splash. 2 Cold Scorpio foi o pioneiro desse golpe/tática. Porém ele é geralmente associado a Eddie Guerrero que passou a utiliza-lo como finisher. Após sua morte, outros lutadores amigos de Guerrero como Chavo Guerrero (por sinal seu sobrinho), Rey Mysterio e Christian passaram utilizar Frog Splash durante as lutas em sua homenagem.

#### Five-Star Frog Splash
Rob Van Dam realiza uma variação do Frog splash, chamada de Five-Star Frog Splash quando o oponente está, no mínimo, no meio do ringue. É um dos golpes em que o wrestler pula mais alto. Tão alto que, depois de executado, o próprio Rob Van Dam põe a mão na barriga como se estivesse sem ar. O movimento começa quando ele fica na terceira corda e salta para frente caindo em cima da barriga do adversário.

### Shooting Star Press
O Shooting Star Press é tipo um moonsault onde o lutador fica de frente para o seu oponente e realiza uma cabalhota para trás (Backflip), porém, indo para frente. Usado como finisher pelo lutador Matt Sydal.

### Corkscrew Shooting Star Press
O lutador realiza um shooting star press enquanto faz um giro horizontal completo. É o finisher do lutador Neville, denominado Red Arrow.

### Body Splash
O Ataque é realizado quando o lutador salta do corner com a barriga o acertando com splash. É bastante usado por Primo, Carlito, Rey Mysterio e por Chavo Guerrero.